# Bandera de Córdoba (España)
La bandera de Córdoba, ciudad española, tiene un color morado sobresaliente, y posee el escudo de la ciudad ubicado al centro. El dibujo se conforma por los colores celeste, verde, marrón y rojo (en mayor medida) como un sello de cera que otorga la silueta, en donde se representa un paisaje de la ciudad, donde se ve una vista del puente romano sobre el río Guadalquivir, la noria de la Albolafia a la izquierda, la muralla y la puerta del Puente, y sobre este la torre de la Mezquita-Catedral flanqueada por tres palmeras, y algunas edificaciones al fondo. 

## Historia
Entre los siglos XVI-XX se utilizó en la ciudad el actual escudo de la Provincia de Córdoba, hasta que el 1983 se retomó el anterior escudo diseñado por el Consejo de Córdoba en 1241. También existe un logotipo que es usado por el Ayuntamiento que es una simplificación del escudo de la ciudad.
- Datos: Q38662988